# فن الخط
فن الخط هو أحد الفنون البصرية المرتبطة بالكتابة. تُصمم به الأحرف وتُكتب باستعمال أداة عريضة الطرف أو فرشاة أو قلم كتابة من نوع آخر. ويمكن تعريف فن الخط المعاصر أنه فن إعطاء هيئة معينة للحروف بلغة ما بطريقة معبرة ومتناغمة وبأسلوب احترافي.
يتباين فن الخط الحديث بين النقوش والتصاميم المقروءة والواضحة وصولًا إلى الأعمال الفنية التي قد تكون الحروف فيها غير مقروءة. يختلف فن الخط الكلاسيكي عن الطباعة أو خط اليد الاعتيادي غير الكلاسيكي، مع أن فنان الخط يجب أن يتدرب على كليهما.
ويستمر فن الخط بالازدهار والتطور باستخدامه في بطاقات دعوات حفلات الزفاف أو المناسبات العامة وفي تصاميم الخطوط والطباعة أو تصاميم العلامات التجارية الأصلية أو في الفن الديني أو فن الغرافيك أو على النقوش الحجرية والنصب التذكارية. ويُستخدم أيضًا في الصور المتحركة في الأفلام وعلى التلفاز وفي أوراق التوصيات وشهادات الولادة والوفاة والأوراق الموثقة والخرائط وغيرها من الأعمال الكتابية.

## الأدوات
الأدوات الأساسية التي يستخدمها فنان الخط هي قلم الحبر والفرشاة. وتكون أقلام الخط مسطحة الحواف أو مدوّرة أو مدببة. ويمكن استخدام الأقلام متعددة الحواف أو الفرش الصلبة لأغراض تصميمية مختلفة.
يمكن أيضًا تصميم العمل الفني باستخدام أقلام الحبر ذات الرأس الكروي أو الأقلام الملونة، مع أن مثل هذه الأدوات لا يمكن استخدامها لتكوين خطوط ذات زوايا حادة. بعض الأساليب المستخدمة في فن الخط مثل أسلوب الكتابة القوطية، تتطلب قلم حبر ذا سن معدني.
حبر الكتابة تكون مادته الأساسية غالبًا هي الماء، ليكون أقل لزوجة من الحبر المستخدم للطباعة، الذي تكون مادته الأساسية هي الزيت.
أمّا الورق فيكون من نوعية خاصة لها قابلية امتصاص عالية للحبر وذات ملمس ناعم يسهل رسم الخطوط. ويُستخدم غالبًا ورق البرشمان وورق الفيلوم، وتُزال الأخطاء بسكين حادة. ولا توجد حاجة لاستخدام الصندوق المضيء لصناعة خطوط مستقيمة. أما الورق المخطط فتكون الخطوط فيه متباعدة بمقدار نصف أو ربع بوصة وأحيانًا بوصة. مثل ورق litterea unciales وورق صناعة الكولاج المخطط.
من أشهر أدوات الخط: الريشة وقلم التغميس في الحبر وفرشاة الحبر والقلم العادي وقلم الحبر السائل.

## التقاليد العالمية في فن الخط

### شرق آسيا وفيتنام
فن الخط الصيني يُسمى الشوفا (書法) باللغة الصينية القديمة ويعني حرفيًا «قانون أو طريقة الكتابة». أما فن الخط الياباني فيُسمى الشودو ويعني حرفيًا «مبدأ الكتابة». وفن الخط الكوري يسمى Seoye ويعني حرفيًا «فن الكتابة». يُعَد فن الكتابة من أهم عناصر الثقافة الشرق-أسيوية القديمة.

#### التاريخ
إن أقدم الحروف المرسومة في التاريخ قد عُثر عليها في الصين القديمة، وتُسمى حروف Jiǎgǔwén، منقوشةً على عظام كتف الثور أو صدفة سلحفاة. إذ نقشها الأفراد المسيطرون في سلالة شانج على عظام هذه الحيوانات، ثم طبخها وأكلها لاعتقادهم أنها تكسبهم معرفة بالتحركات العسكرية وتزيد المحصول الزراعي، إضافةً إلى التكهن بالطقس والإنجاب.
خلال فترة مراسيم التكهن، تُكتب الحروف باستخدام فرشاة على الصدفة أو العظمة لتُنقش لاحقًا. وبتطور (Jīnwén (Bronzeware script و(Dàzhuàn (Large Seal Script استمر استخدام الأحرف المتصلة. ومن أشهر وأكثر النصوص القديمة أصالة في تاريخ فن الخط الصيني هو نص ماو جونج دينج المكتوب على لوح من البرونز. إن كل مملكة في الصين الحالية تمتلك مجموعة خاصة بها من الأحرف.
وفي الصين الإمبراطورية، لا تزال الرسوم البيانية على اللوحات القديمة موجودة، وبعضها يعود إلى 200 سنة قبل الميلاد بأسلوب Xiaozhuan.
نحو العام 220 قبل الميلاد، فرض الإمبراطور تشين شي هوانغ العديد من الإصلاحات، من بينها توحيد أحرف لي سي، ما شكّل مجموعة من 3300 حرفًا قياسيًا.
ورغم حقيقة أن فعل الكتابة الرئيسي في ذلك الوقت كان يتم باستخدام الفرشاة، بقي عدد قليل من الأوراق من هذه الفترة، والأمثلة الرئيسية لهذا الأسلوب كانت على لحاء الأشجار.
اعتُمد أسلوب (Lìshū (隸書 / 隸书 (طريقة كتابة كهنوتية) الأكثر تنظيمًا، الذي يشبه إلى حد ما النص الحديث لكين شي هوانجدي.
نوع آخر انتقالي من أعمال الخط يسمى وي باي. وقد بدأ في سلالة الجنوب والشمال وانتهى استخدامه قبل ظهور سلالة تانغ.
إن أسلوب كايشو (النص العادي التقليدي) - لا يزال قيد الاستخدام اليوم - ويُنسب استخدامه إلى وانج سيجي (王羲، (303-361) وأتباعه. وقد شجع على انتشاره الإمبراطور مينجزونج تانغ (926-933)، وأمر بطباعة الأعمال الكلاسيكية باستخدام كتل خشبية حديثة في كايشو.
وقد ساعدت تقنيات الطباعة هذه على تكوين شكل ثابت. وكان شكل حروف كايشو قبل 1000 عام مشابهًا كثيرًا للحروف المستخدمة في فترة نهاية الإمبراطورية الصينية. لكن مع إجراء تغييرات صغيرة، مثلًا، الشكل 广 ليس هو نفسه تمامًا في قاموس كانغشي عام 1716 كما هو في الكتب الحديثة. إذ تختلف أشكال كانغشي عن الأشكال الحالية اختلافات بسيطة، في حين تظل طريقة رسم الخطوط كما هي حسب الأسلوب القديم.
أما الأساليب التي لم تستمر فمنها أسلوب Bāfēnshū، وهو مزيج مصنوع من نمط Xiaozhuan بنسبة 80٪، وLishu بنسبة 20٪. كانت بعض الأحرف الصينية المختلفة غير تقليدية أو مستخدمة محليًا لقرون. كانت مفهومة عمومًا، لكنها رُفضت دائمًا في النصوص الرسمية. بعض هذه المتغيرات غير التقليدية، إضافةً إلى بعض الشخصيات التي نشأت حديثًا، تؤلف مجموعة الأحرف الصينية المبسطة.

#### تقنيات الخط
تستخدم الكتابة الشرق آسيوية التقليدية الركائز الأربعة لدراسة الخط (文房四寶 / 文房四宝): (20) أولها فرش الحبر المعروفة باسم (máobǐ (毛筆 / 毛笔 لكتابة الأحرف الصينية، والحبر الصيني، والورق، والحبر، التي تُعرف باسم المرافقين الأربعة لدراسة الخط (الكورية: 문방 사우) في كوريا. إضافةً إلى هذه الأدوات الأربعة، يُستخدم أيضًا المكتب وشرائح الورق.
إن شكل وحجم وسيولة ونوع شعر فرشاة الحبر، ولون وكثافة اللون وكثافة المياه في الحبر، إضافةً إلى سرعة امتصاص الماء والملمس السطحي للورقة، هي الصفات الفيزيائية الرئيسية التي تؤثر في النتيجة النهائية للعمل الفني.
تؤثر تقنية الخطاط أيضًا في النتيجة. يتأثر عمل الخطاط بكمية الحبر والماء التي يتركها في الفرشاة، وبالضغط والميل والاتجاه الذي يعطيه للفرشاة، إذ يستطيع أن يرسم زوايا أرفع أو أعرض، وحدودًا ناعمة أو مسننة.
أيضًا فإن السرعة والبطء في تحركات فنان الخط، والانعطافات، والتمازج، وتنظيم ضربات الفرشاة وحركتها يعطي «روحًا» للأحرف المرسومة ويؤثر كثيرًا في أشكالها النهائية.

#### أساليب الخط
إن أساليب الخط المتصلة مثل (xíngshū (行書 / 行书 (نص شبه متصل أو نص مستمر) و(cǎoshū (草書 / 草书 هي أساليب أقل تقييدًا وأسرع في التنفيذ، إذ تكون أغلب الحركات المرسومة واضحة.
وتتنوع ضربات الفرشاة بدرجة أكبر بتنوع هذه الأساليب المستخدمة، ما يؤدي أحيانًا إلى نشوء أشكال مختلفة كثيرًا.
يعود أصل هذين الأسلوبين إلى أسلوب الخط في النصوص الكهنوتية الموجودة في نفس فترة النص العادي (سلالة هان)، لكن استُخدم xíngshū وcǎoshū للملاحظات الشخصية فقط، ولم يُستخدما معيارًا للخط. كان أسلوب cǎoshū موضع تقدير كبير في الإمبراطورية في عهد سلالة هان الحاكمة (140-187م).

#### التأثيرات
تأثر كل من الخط الياباني والكوري كثيرًا بالخط الصيني. طور اليابانيون والكوريون أيضًا حساسياتهم وأنماط الخط الخاصة بهم مع دمج التأثيرات الصينية. مثلًا، يخرج الخط الياباني من مجموعة خطوط CJK ليشمل أيضًا الأبجدية المحلية مثل الهيراغانا والكاتاكانا، رغم وجود مشكلات معينة مثل المنحنيات والحركات الجديدة، ومواد محددة (الورق الياباني، الواشي 和 紙، والحبر الياباني). وفي حالة الخط الكوري، تطلب الهانجول ووجود الدائرة إنشاء تقنية جديدة عادة ما تربك الخطاطين الصينيين.
فن الخط المعاصر هو رسم الخط المائي فقط على الأرض، الذي يجف في غضون دقائق. هذه الممارسة تحظى بتقدير خاص لدى الجيل الجديد من الصينيين المتقاعدين في الحدائق العامة في الصين. غالبًا ما تفتح هذه المتاجر استوديو في المدن السياحية التي تقدم الخط الصيني التقليدي للسياح. بخلاف كتابة اسم العميل، فإنهم يبيعون أيضًا الفرش الجميلة مثل الهدايا التذكارية والطوابع المنحوتة من الحجر الجيري.
منذ أواخر الثمانينيات، قام عدد قليل من الفنانين الصينيين بتجديد الخط الصيني التقليدي بخلط الشخصيات الصينية بالحروف الإنجليزية. الأشكال الجديدة البارزة للخط هي خط شو بينغ ودان ني.
وقد أثر الخط في معظم أنماط الفن الرئيسية في شرق آسيا، متضمنةً فن الرسم بالحبر والطلاء، وهو أسلوب فني من اللغة الصينية واليابانية والكورية يعتمد بالكامل على فن الخط.

## فن الخط المعاصر

### الإحياء
بعد أن انتشرت الطباعة في كل مكان حول العالم منذ القرن الخامس عشر حتى الآن، قل إنتاج المخطوطات اليدوية. ومع ذلك، لم يعن انتشار الطباعة نهاية فن الخط.
بدأ إحياء الخط الحديث في نهاية القرن التاسع عشر، متأثرًا بجماليات وفلسفة وليام موريس وحركة الفنون والحرف. ويعد إدوارد جونستون أبا الخط الحديث. وبعد دراسته النسخ المنشورة للمخطوطات الخاصة بالمهندس المعماري وليام هاريسون كوليشاو، قُدم جونستون إلى ويليام ليثابي سنة 1898، مدير المدرسة المركزية للفنون والحرف اليدوية، الذي نصحه بدراسة المخطوطات في المتحف البريطاني.
أثار هذا اهتمام جونستون بفن الخط باستخدام قلم عريض الحواف. وبدأ دورة تدريس الخط في المدرسة المركزية في ساوثامبتون رو، لندن من سبتمبر 1899، حيث أثر بأعماله في مصمم الخط والنحات إريك جيل. وكلفه فرانك بيك لتصميم خط جديد لمترو لندن، ما زال موجودًا اليوم مع تعديلات طفيفة.
كان له الفضل في إحياء فن الخط الحديث والحروف بمفرده من خلال كتبه وتعاليمه. كان كتابه حول هذا الموضوع «الكتابة والإضاءة، 1906» مؤثرًا خصوصًا في جيل كامل من المطابع والخطاطين البريطانيين، من ضمنهم جرايلي هيويت وستانلي موريسون وإريك جيل وألفريد فيربانك وآنا سيمونز. ابتكر جونستون أيضًا أسلوب الخط اليدوي المكتوب بقلم عريض، ويُعرف اليوم باسم اليد التأسيسية.